# Bestuurlijke indeling van Trinidad en Tobago

Overzicht van de regio's van Trinidad en Tobago

Trinidad en Tobago is bestuurlijk onderverdeeld in negen regio's en drie gemeenten (municipalities):

## Regio's
- Couva - Tabaquite - Talparo
- Diego Martin
- Penal - Debe
- Princes Town
- Rio Claro - Mayaro
- Sangre Grande
- San Juan - Laventille
- Siparia
- Tunapuna - Piarco

## Gemeenten

### Steden
- Port of Spain
- San Fernando

### Boroughs
- Arima
- Chaguanas
- Point Fortin

Het eiland Tobago heeft een eigen bestuur met het Tobago House of Assembly als hoogste orgaan.